# Генерално губернаторство
Генерално губернаторство (пољ. Generalne Gubernatorstwo) је име које је добио део територије Пољске који су окупирале снаге Трећег рајха септембра 1939. То је био аутономни део Велике Немачке. Августа 1941, древно војводство Источна Галиција, коју је пре тога окупирао Совјетски Савез, прикључена је Генералном губернаторству декретом Адолфа Хитлера.
Овде се није радило о марионетском режиму, нити је влада покушавала да сарађује са Пољацима. Немци су се током рата трудили да не помињу термин Пољска, са коначном намером да ово подручје претворе у немачку провинцију. Пољско становништво је сељено и убијано да би се направило места за немачке колонисте.
Становништво до августа 1941. је бројало 12.000.000 људи, од тога: 10 милиона Пољака, 1,35 милиона Јевреја, 0,5 милиона Украјинаца и око 300.000 осталих (међу њима 90.000 фолксдојчера — Немаца). Од проширења територије августа 1941. Генерално губернаторство је имало 18 милиона становника.